# Mountbatten-Windsor
Mountbatten-Windsor ist der persönliche Nachname (Familienname) der Nachkommen der Königin Elisabeth II. von Großbritannien und Nordirland aus ihrer 1947 geschlossenen Ehe mit Prinz Philip, Duke of Edinburgh.

## Herkunft der Namensbestandteile

### Windsor
Der Name des britischen Königshauses lautet seit dem 17. Juli 1917 Windsor. Durch ein an diesem Tag unterzeichnetes Dekret verzichtete König Georg V. für sich und seine Familie auf alle deutschen Titel und rief seine im Vereinigten Königreich lebenden Verwandten dazu auf, dasselbe zu tun. Gleichzeitig nahm Georg V. für sich und seine Familie den von Windsor Castle abgeleiteten Namen Windsor, anstelle des bisherigen Namens Sachsen-Coburg und Gotha (bzw. dessen anglisierter Form Saxe-Coburg and Gotha), an, den die Nachkommen aus der am 10. Februar 1840 geschlossenen Ehe von Königin Viktoria und Prinz Albert von Sachsen-Coburg und Gotha bisher getragen hatten. Allfällige Nachkommen der britischen Monarchen vor Königin Viktoria waren von den Bestimmungen im Dekret Georgs V. nicht betroffen.
Die Namensänderung von 1917 erfolgte wegen des innenpolitischen Drucks während des Ersten Weltkrieges, um die patriotische Orientierung der britischen königlichen Familie zu betonen und die Bedeutung ihrer deutschen Abstammung sowie ihre Verwandtschaft mit einem regierenden landesfürstlichen Haus des Deutschen Kaiserreichs in der öffentlichen Meinung zu verringern.
Mit der Änderung des Hausnamens 1917 wurde auch erstmals ein gleichnamiger Familienname für die königliche Familie festgelegt. Dies ist relevant für Abkömmlinge des Monarchen, die keinen Titel mehr führen und damit einen bürgerlichen Nachnamen benötigen.

### Mountbatten
Am 20. November 1947 schloss Prinzessin Elisabeth von Großbritannien und Nordirland, die Tochter und Thronfolgerin des britischen Königs Georg VI., die Ehe mit Lieutenant Philip Mountbatten, welcher von Georg VI. am Hochzeitstag den Titel eines Duke of Edinburgh erhielt.
Als Sohn des Prinzen Andreas von Griechenland und Dänemark aus dem Haus Schleswig-Holstein-Sonderburg-Glücksburg und der Prinzessin Alice von Battenberg war Philip ein geborener Prinz von Griechenland und Dänemark. Für die Hochzeit mit Prinzessin Elisabeth von Großbritannien und Nordirland musste er 1947 die britische Staatsangehörigkeit annehmen, verzichtete auf seine bisherigen Titel und nahm den anglisierten Familiennamen Mountbatten an, den die Familie seiner Mutter seit 1917 führte. Der aus Hessen stammende britische Admiral Prinz Ludwig von Battenberg, sein Großvater mütterlicherseits, war damals der Aufforderung König Georgs V. gefolgt und hatte seinen hessischen Titel als Prinz von Battenberg abgelegt und stattdessen den Familiennamen Mountbatten angenommen (später wurde er zum Marquess of Milford Haven ernannt). Sein Sohn Louis, also der Onkel Philips, war ebenfalls ein bedeutender britischer Admiral.
Am 22. Februar 1957 verlieh Elisabeth II. ihrem Ehemann zudem den Titel Prinz von Großbritannien und Nordirland.

## Mountbatten-Windsor
Nach der Proklamation von Königin Elisabeth II. im Jahre 1952 stellte sich die Namensfrage des Hauses erneut, da ihr Gemahl den Familiennamen Mountbatten angenommen hatte, bevor er zum Herzog von Edinburgh ernannt wurde. Mit Verlautbarung der Königin vom 9. April 1952 wurde klargestellt, dass sowohl der Hausname als auch der Familienname der Nachkommen des königlichen Ehepaares Windsor bleiben würde. Philip beklagte sich: „Ich bin der einzige Mann im Land, der seinen Namen nicht an seine eigenen Kinder weitergeben darf.“
Im Februar 1960 gab Elisabeth II. bekannt, dass „Mountbatten-Windsor“ der Nachname ihrer Nachkommen aus der Ehe mit Prinz Philip sei.
Gleichwohl bleibt Windsor der offizielle Name des Königshauses; der Namenswechsel gilt auch nicht für Nachkommen von solchen Mitgliedern der königlichen Familie, die nicht von der Königin abstammen.
In ihrer Verlautbarung gab Elisabeth II. auch bekannt, dass der Nachname Mountbatten-Windsor von allen ihren Nachkommen getragen werde, wenn sie nicht die Titel His bzw. Her Royal Highness oder Prince bzw. Princess tragen oder – sofern sie weiblich sind – heiraten und dabei den Namen ihres Gatten annehmen.
Ihr Nachfolger König Charles III. entstammt damit weiterhin dem Hause Windsor, anstelle seiner väterlichen Familie, des königlich griechischen Zweiges des Hauses Schleswig-Holstein-Sonderburg-Glücksburg, eines Seitenzweigs wiederum des Gesamthauses Oldenburg, denen er gleichwohl dynastisch im Mannesstamm angehört. Charles’, geboren 1948 mit dem Namen Charles of Edinburgh, mütterlichem Familiennamen Windsor wird damit – genealogisch etwas verwirrend – eigentlich der Familienname seiner väterlichen Großmutter, Alice von Battenberg, vorangestellt. Sowohl der Hausname als auch der Familienname der königlichen Familie ist nicht gesetzlich geregelt. Ihm steht es somit frei, diese mit einfachen Letters Patent zu ändern.

## Liste der Namensträger
Grundsätzlich verwenden Angehörige der britischen Königsfamilie keine Familiennamen in der Anrede oder im Schriftverkehr. Im Regelfall wird hinter dem Vornamen der Titel geführt oder die Ortsbezeichnung des Titels der Eltern, wenn die Kinder den Titel His bzw. Her Royal Highness tragen. Rechtlich besteht auch nach britischem Recht für die Königsfamilie keine Verpflichtung für einen Familiennamen in Personenstandsurkunden oder Pässen. So dienten die Söhne von Charles, Prince of Wales unter dem Nachnamen Wales in den britischen Streitkräften und die Kinder von William, Prince of Wales werden unter dem Nachnamen Cambridge (damals trug er den Titel Duke of Cambridge) eingeschult. Deshalb findet der Familienname Mountbatten-Windsor bis heute selten Verwendung, obwohl alle Mitglieder der königlichen Familie dazu das Recht haben.
Erstmals wurde der Name Mountbatten-Windsor bei der Eheschließung zwischen Prinzessin Anne und Mark Phillips im November 1973 in der Eheurkunde benutzt. Heute tragen folgende Kinder den Familiennamen, da über ihren Status in der königlichen Familie und entsprechende Titel erst mit der Volljährigkeit entschieden werden soll:
- Louise Mountbatten-Windsor, Tochter des Duke of Edinburgh
- James Mountbatten-Windsor, Earl of Wessex, Sohn des Duke of Edinburgh
- Archie Mountbatten-Windsor, Sohn des Duke of Sussex
- Lilibet Mountbatten-Windsor, Tochter des Duke of Sussex